# 浅ノ宮遼
浅ノ宮 遼（あさのみや りょう、1978年 -）は、日本の小説家、推理作家。医師。本格ミステリ作家クラブ会員。2014年、東京創元社主催の第11回ミステリーズ!新人賞を受賞。

## 経歴・人物
新潟大学医学部を卒業する。2014年、医療ミステリー短編「消えた脳病変」で東京創元社が主催する第11回ミステリーズ!新人賞（選考委員：新保博久、法月綸太郎、米澤穂信）を受賞する。受賞作はプロット作成の段階からミステリーズ!新人賞への応募を想定して作ったという。2016年、同作を収録した医療ミステリー短編集『片翼の折鶴』を刊行、単行本デビューを果たす。

## 作品リスト

### 単行本
- 片翼の折鶴（2016年11月 東京創元社 ミステリ・フロンティア）
  - 【改題】臨床探偵と消えた脳病変（2020年2月 創元推理文庫）
    - 血の行方 - 書き下ろし
    - 幻覚パズル - 書き下ろし
    - 消えた脳病変（『ミステリーズ！』Vol.67、2014年10月号、東京創元社） - 第11回ミステリーズ！新人賞受賞作
    - 開眼 - 書き下ろし
    - 片翼の折鶴 - 書き下ろし
- 情無連盟の殺人（2022年7月 東京創元社） - 眞庵との共著

### アンソロジー
- 監獄舎の殺人 ミステリーズ！新人賞受賞作品集（2016年12月 創元推理文庫）「消えた脳病変」
- 医療ミステリーアンソロジー ドクターＭ ポイズン（2021年11月 朝日文庫）「片翼の折鶴」

### 単行本未収録作品

#### 小説
- 無間牢（『紙魚の手帖』vol.11 JUNE 2023） - 眞庵との共著

#### エッセイ
- オンステージ（『月刊ジェイ・ノベル』2017年2月号）
- 私の一冊 有栖川有栖『孤島パズル』（『ミステリーズ!』vol.102 AUGUST 2020）

## 参考資料
- 第11回ミステリーズ！新人賞 |東京創元社